# We Can Make The Morning
"We Can Make The Morning" ("Podemos hacer la mañana") es una canción compuesta por Jay Ramsey, grabada  por primera vez en mayo de 1971 por Elvis Presley y editada como lado B en formato de disco simple el 4 de enero de 1972, conjuntamente con "Until I's Time For You To Go" en el lado A.  El tema alcanzó el puesto # 9 de la lista de Billboard Easy Listening y el # 40 de Billboard Hot 100.  Oportunamente el sencillo vendió unas 300.000 copias a nivel local. No obstante, "We Can Make The Morning" se editó dentro del álbum Elvis Now que consiguió ventas suficientes para ser certificado como disco de oro por la RIAA.

## Grabación
Jay Ramsey era un compositor prácticamente desconocido cuando Elvis escuchó el tema "W e Can Make The Morning" por vez primera y además de resultarle de su agrado, le tomó rápidamente el ritmo y la grabó el 20 de mayo de 1971 en el estudio B de la RCA en Nashville, Tennessee. El productor Felton Jarvis se encargó de producir un tema con meticulosos arreglos de estudio, en lugar de recurrir al talento nato de Elvis que le otorgaba la grandeza de lograr grabaciones dinámicas y con más frescura del momento. ,

## Músicos
- Elvis Presley - voz
- James Burton - guitarra eléctrica líder
- Chip Young - guitarra eléctrica rítmica
- Norbert Putnam - bajo
- Jerry Carrigan - batería
- Kenneth Buttrey.-  batería
- David Briggs - piano
- Glen Spreen - órgano
- Charlie McCoy - órgano, armónica y percusión. [1]

### Sobregrabación
- Larry Londin,- batería y percusión
- Farrell Morris - percusión
- Millie Kirkham,- coros
- The Imperials - coros [1]

## Ventas
Al haber vendido unas 300.000 copias y no alcanzar la certificación de oro  la RIAA no tomó en cuenta la cifra de discos vendidos a la hora de contabilizar las ventas globales de Elvis, algo que sucedió en decenas de oportunidades con Elvis más que con cualquier otro artista musical debido a la cantidad de ediciones que la RCA lanzó al mercado en distintos formatos, de sus grabaciones. 

## Listas
| Listas (1971)            | Posición alcanzada |
| ------------------------ | ------------------ |
| Billboard Easy Listening | 9                  |
| Billboard Hot 100        | 40                 |